# Dark Chest of Wonders
«Dark Chest of Wonders» (En español "Cofre Oscuro de maravillas") es el primer sencillo del álbum Once de la banda de metal sinfónico Nightwish. Fue lanzado en noviembre de 2004 por Spinefarm Records.
Cuenta con la participación de la orquesta de la academia londinense de St.Martin.
En la composición se mezclan cualidades progresistas del metal escandinavo contemporáneo con la distintiva sensibilidad melódica del teclista y compositor de la banda, Tuomas Holopainen.
A finales de 2005 Once había ganado tres discos de platino en Finlandia y otro en Alemania, había vendido más de 200 000 ejemplares y se consolidó el aumento de ventas en varios países, incluyendo un certificado de oro por la venta de más de 500 000 copias en Europa, y total de más de un millón de copias vendidas en todo el mundo.
La banda continúa tocando esta canción en vivo en sus actuaciones.